# Расмус-волоцюга (фільм, 1978)
«Расмус-волоцюга» (рос. «Расмус-бродяга») — російський радянський художній фільм 1978 року режисера Марії Муат за мотивами однойменної повісті Астрід Ліндгрен.

## Сюжет
Історія про хлопчика-сироту, чиє життя склалося зовсім не безхмарно. Йому доведеться пережити чимало несподіваних і таємничих пригод і нарешті знайти щастя домашнього вогнища.

## У ролях
- Кирило Полтевський
- Альберт Філозов
- Сергій Юрський
- Михайло Данилов
- Павло Панков
- Єлизавета Нікіщихіна
- Людмила Дмитрієва
- Тетяна Федорова
- Тетяна Панкова
- Володимир Козлов
- Вадим Александров
- Лариса Лужина
- Микола Тимофєєв
- Ніна Гребешкова

## Творча група
- Автори сценарію: — Ігор Шевцов
- Режисери-постановники: — Марія Муат
- Оператори-постановники: — Володимир Брусин
- Художники-постановники: — Віктор Монетов
- Композитори: — Борис Чайковський
- Автори тексту пісень: — Дівада Самоїлова